# Huelga general catalana de octubre de 2019
La huelga general catalana de octubre de 2019 (también conocida por su numerónimo 18-O) se convocó en Cataluña el 18 de octubre de 2019 por las organizaciones sindicales Intersindical-CSC y la Intersindical Alternativa de Catalunya como reacción de protesta ante la sentencia del juicio a los líderes políticos y sociales del denominado procés. Las huelgas por motivos políticos están prohibidas en España por lo que el motivo formal de la misma fue la protesta por la pérdida de derechos de los trabajadores y para exigir la subida del salario mínimo interprofesional a 1.200 euros. Los principales sindicatos del país, UGT y CCOO, se desvincularon de esta huelga.

## Contexto
La convocatoria de huelga general llegó al conocerse las sentencias a los líderes políticos y sociales del independentismo catalán juzgados por el Tribunal Supremo. La gran manifestación en Barcelona coincidió con la llegada de las Marchas por la Libertad.

## Seguimiento de la huelga
El departamento de Trabajo, Asuntos Sociales y Familias de la Generalidad de Cataluña, cifró la caída del consumo eléctrico en un 10,11 % a las diez de la mañana y del 7,5 % a las dos de la tarde.

### Servicios mínimos
La Generalidad de Cataluña estableció unos servicios mínimos del 33% en el servicio de cercanías de RENFE durante todo el día, del 50 % a TMB y FGC en hora punta (de 6.30 a 9.30 y de 17.00 a 20.00) y el 25% el resto del día, y los transportes al aeropuerto del 50%.
Las escuelas y los jardines de infancia funcionaron con unos servicios mínimos de al menos una persona del equipo directivo, un docente por cada seis aulas de infantil y primaria, uno por cada 4 aulas y, en los jardines de infancia, de un tercio de la plantilla. El transporte escolar fue del 100% cuando no ser disponía de transporte público alternativo.
En los centros de atención primaria (CAPs)  había como mínimo un 25% de la plantilla y los servicios de urgencia operaban con normalidad. En los hospitales se garantizó el normal funcionamiento de las unidades especiales y de tratamiento de radio y quimioterapia así como la actividad quirúrgica inaplazable. En los servicios de urgencias y emergencias estaban bajo servicios mínimos el 85% de las dotaciones el 95% de personal de seguridad privada.
La radio y la televisión públicas tenían que emitir el 50% de los contenidos de canales, emisoras y portales.

### Medios de comunicación

#### Sector cultural
Numerosas salas de teatro y conciertos anunciaron que suspendían las actividades por la huelga general, entre ellos el Gran Teatro del Liceo o el Palacio de la Música Catalana.

#### Educación
En el sector de la enseñanza, el seguimiento fue del 42,5% en los centros públicos, del 33,3% en los concertados y del 24,6 % en los privados, mientras que en las universidades el seguimiento llegó hasta el 90 %.

#### Industria, comercio y servicios
En el sector industrial se produjo un cierre del 30% de las empresas, aproximadamente el 68% de los trabajadores de las grandes empresas y el 32% de las pequeñas empresas no fueron a trabajar por adhesión a la huelga o por pacto con la empresa según datos de las organizaciones patronales PIMEC y Cecot. El Corte Inglés, SEAT y Bon-Preu Esclat optaron por el cierre patronal. El sector comercial en todo el país registró diferencias entre el 20% y el 70% de seguimiento mientras que el 70% comercio de proximidad de Barcelona cerró por la tarde.

#### Sanidad
En el sector sanitario, el seguimiento fue del 20% en los centros del Instituto Catalán de la Salud, del 19,9 % en la sanidad concertada y del 5,4% en la sanidad privada.

#### Función pública
En el sector de la función pública la huelga fue seguida por el 35% de los funcionarios según las cifras registradas por el departamento de Trabajo.

## Reacciones
La Intersindical-CSC calificó la jornada de «éxito rotundo» y remarcó que tuvo un seguimiento superior a la huelga general catalana de octubre de 2017, a pesar de que el ministro del Interior de España en funciones Fernando Grande-Marlaska afirmó que su incidencia estuvo por debajo de las previsiones de las fuerzas de seguridad.